# Cavernulina orientalis
Cavernulina orientalis är en korallart som beskrevs av Thomson och Simpson 1909. Cavernulina orientalis ingår i släktet Cavernulina och familjen Veretillidae. Inga underarter finns listade i Catalogue of Life.